# Rökgasexplosion

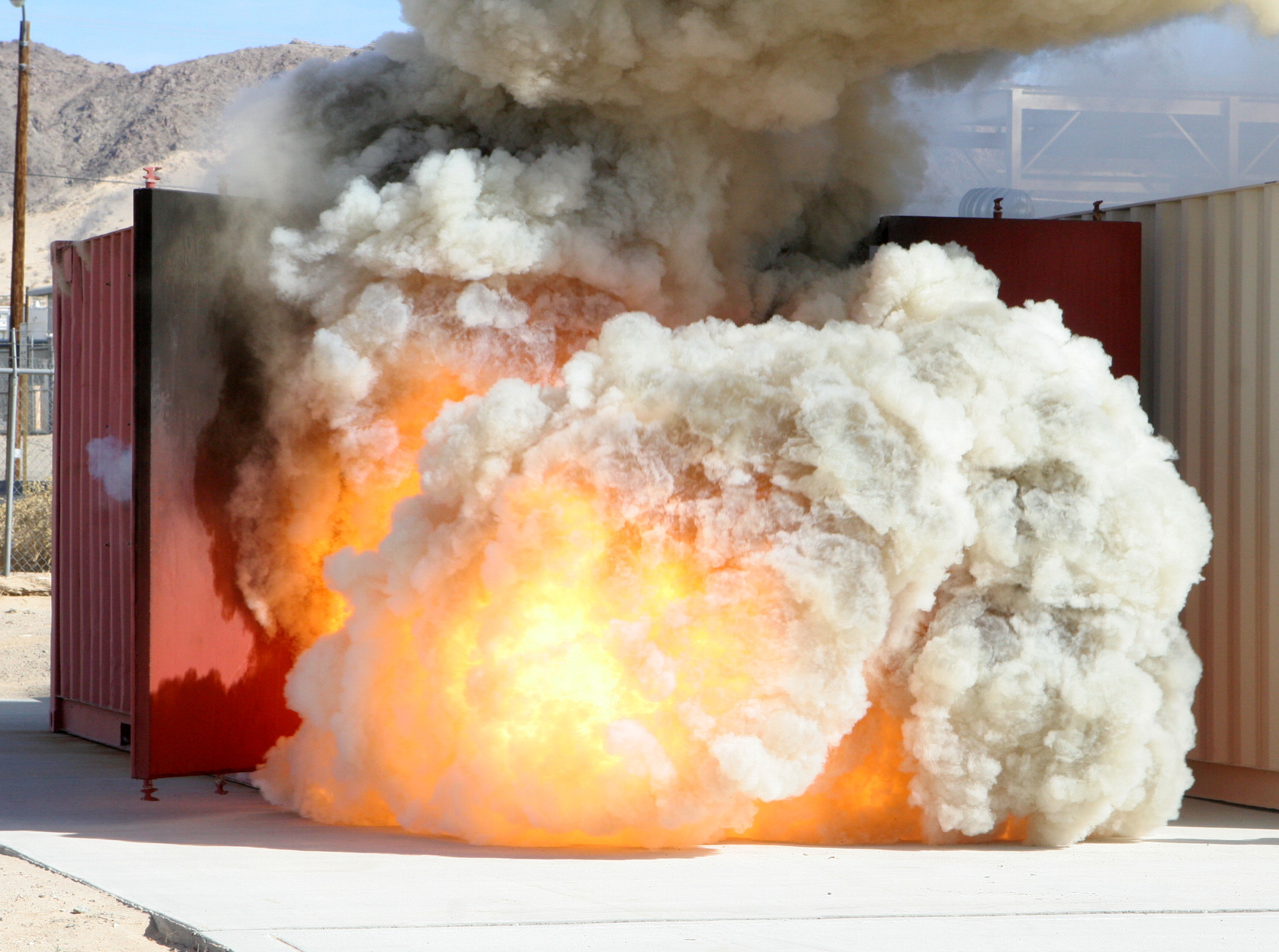
Rökgasexplosion, även kallad backdraft, skapad under kontrollerade former.

Rökgasexplosion (även backdraft) uppstår när oförbrända brandgaser i ett ventilationskontrollerat utrymme exploderar. När syre strömmat till, genom en ruta som krossas eller en dörr som öppnas, blandas syre och brandgaser. Av en tändkälla tar brandgaserna fyr och trycker på de ännu inte antända brandgaserna utåt. Detta leder till ett eldklot som trycks ut ur byggnaden.
Tiden från att luft strömmar in tills det kommer ut ett eldklot är minst en minut. Av tester från Räddningsverket med docka iklädd brandkläder överlever man en normalstor backdraft. Utrustningen gör inte det. 
Förekomst av backdraft är sällsynta.